# Johann Jakob Heckel

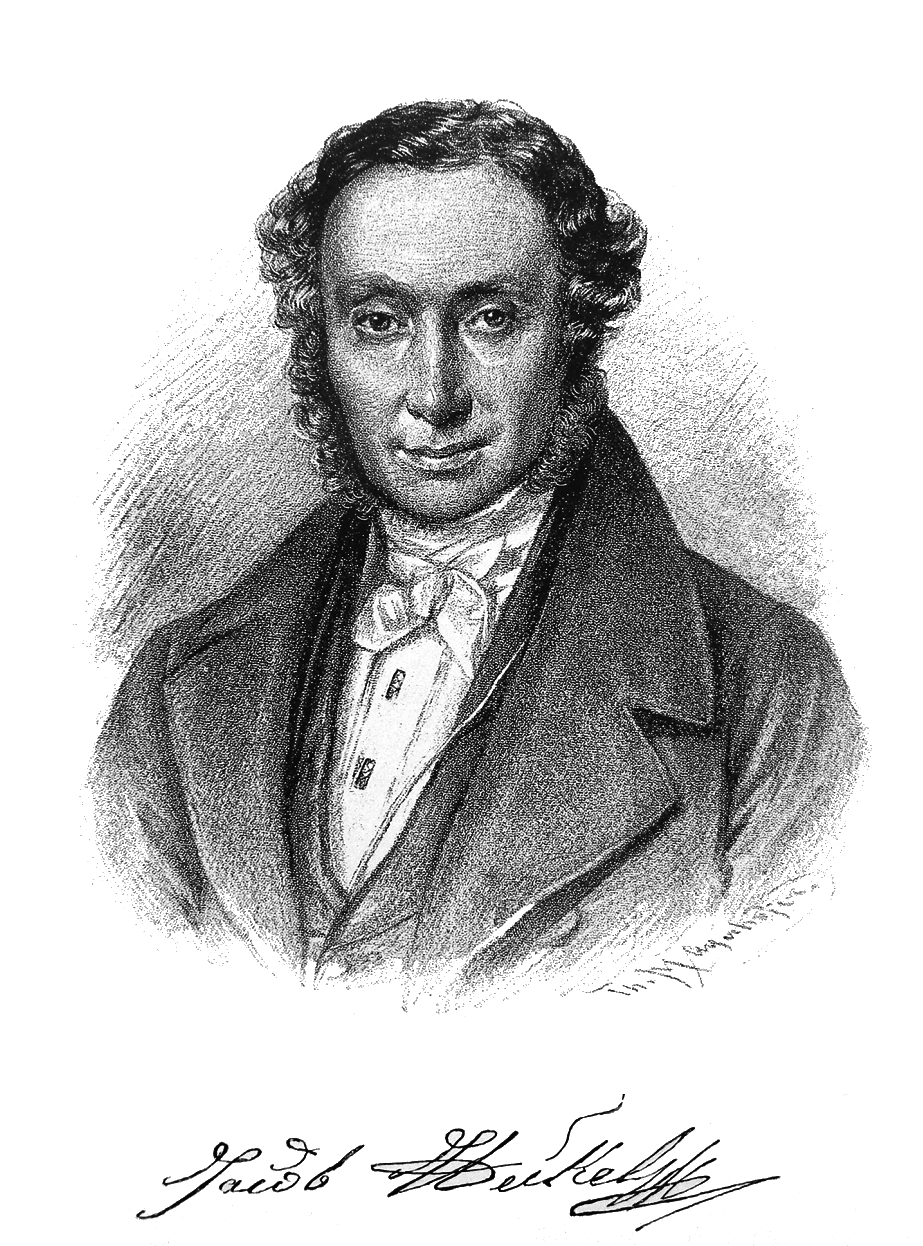
Johann Jakob Heckel

Johann Jakob Heckel (ur. 23 stycznia 1790 w Mannheim, zm. 1 marca 1857 w Wiedniu) – austriacki zoolog, ichtiolog.